# Várzea Paulista
Várzea Paulista este un oraș în São Paulo (SP), Brazilia.